# 彭妮·泰勒
彭妮·泰勒（英語：Penny Taylor，1981年5月24日—），澳大利亚女子篮球运动员。她曾代表澳大利亚国家队参加2004年、2008年和2016年夏季奥林匹克运动会篮球比赛，获得二枚银牌。